# Мазец, Евгений Павлович
Евгений Павлович Мазец (14 августа 1929 года, Тверь — 2 июня 2013 года, Санкт-Петербург) — советский и российский учёный, член-корреспондент АН СССР (1990), заведующий лабораторией экспериментальной астрофизики ФТИ им. А. Ф. Иоффе, известный в мировой науке исследованиями в области гамма-астрономии и физики космического пространства. Лауреат Ленинской премии (1986).

## Биография

### Происхождение
Евгений Павлович Мазец родился 14 августа 1929 г. в г. Тверь в семье командира Красной Армии Павла Станиславовича Мазеца. Мать, Елена Васильевна, урождённая Остроух-Островская, была из дворян, но приняла революцию.
Отец Евгения Павловича, Павел Станиславович Мазец, родился в семье железнодорожного кондуктора. Его предки происходили из Польши. Павел Станиславович окончил железнодорожную школу в Смоленске, затем артиллерийское отделение Объединённой военной школы имени ЦИК БССР. На службу в Красную Армию поступил в 1924 году. В 1931 году стал членом ВКП(б). В 1938 году, предвидя грозящие ему репрессии, уволился из Красной Армии, уехал в другую область и тем самым спас свою семью. В это время он работал директором музея-заповедника на территории Троице-Сергиевой лавры в г. Загорск (ныне Сергиев Посад), что соответствовало его любительскому интересу к истории. Эта работа была в те времена опасной, так как банды по ночам грабили почти неохраняемые сокровища, и в обязанности директора входило подниматься по тревоге и с пистолетом в руках отгонять грабителей. Незадолго перед Великой Отечественной войной Павел Станиславович восстановился в рядах Красной Армии, и в 1941 году окончил Военную академию им. М. В. Фрунзе. Во время Великой Отечественной войны Павел Станиславович Мазец, участвовал в обороне Ленинграда, был командиром 706-го артполка 177 стрелковой дивизии, командующим артиллерией 109-й стрелковой дивизии, командиром 54-й артбригады, начальником штаба артиллерии 36-го гвардейского стрелкового корпуса, начальником разведотдела штаба артиллерии 2-го Прибалтийского фронта. Закончил Великую Отечественную войну в звании генерал-майора артиллерии. В послевоенные годы Павел Станиславович Мазец находился на командных, штабных и военно-преподавательских должностях. Награждён 7-ю боевыми орденами и многими медалями. Уволен в запас в 1956 году. Похоронен в Ленинграде 23 февраля 1967 года. Павел Станиславович Мазец оказал большое влияние на Евгения Павловича в его юношеские годы, привив ему интерес к литературе и истории.

### Молодые годы
Двенадцатилетний Евгений Мазец провёл в конце осени — начале зимы 1941 г. некоторое время с отцом в полку, а в декабре 1941 г. вместе с матерью и сестрой был эвакуирован из блокадного Ленинграда. В 1948 году после окончания средней школы в г. Выборг Евгений Павлович поступил на физико-механический факультет Ленинградского Политехнического института (ЛПИ). Во время учёбы в ЛПИ Евгений Павлович посещал лекции преподававших тогда известных советских учёных, в том числе Я. И. Френкеля.

### Работа в ФТИ
Закончив ЛПИ в 1954 году по кафедре физики изотопов, Е. П. Мазец был принят в Ленинградский физико-технический институт (ЛФТИ) в лабораторию Л. И. Русинова. Став через несколько лет заместителем Л. И. Русинова по лаборатории ядерной изомерии, он принял активное участие в разработке программы научных исследований на строившемся ЛФТИ в то время в г. Гатчина реакторе ВВР-М. В этот период Евгением Павловичем был создан один из лучших в стране призменных бета-спектрометров с оригинальной системой автоматизации измерений. Этот спектрометр до сих пор используется в ПИЯФ для исследования схем распада радиоактивных ядер.
Вся дальнейшая работа Е. П. Мазеца была связана с ФТИ. В ФТИ Евгений Павлович познакомился и со своей будущей женой, Тамарой Фёдоровной (1933—1994), занимавшейся экспериментальными исследованиями полупроводников в лаборатории Б. П. Коломийца.
Достижения Евгения Павловича Мазеца были отмечены Ленинской премией, премией РАН имени А. А. Белопольского, орденами России.
Евгений Павлович скончался 2 июня 2013 г. на 84-м году жизни. Похоронен в Санкт-Петербурге на Богословском кладбище.

## Научные достижения

### Исследования космической пыли
В 1960 году академик Б. П. Константинов привлёк Евгения Павловича к исследованиям по астрофизической тематике с использованием появившейся тогда космической техники. Эти исследования охватывали космическую пыль и космическое гамма-излучение. Под руководством Евгения Павловича была разработана чувствительная аппаратура для регистрации высокоскоростных ударов пылевых частиц с использованием пьезоэлектрических датчиков, которые широко применялись в подобных экспериментах. Во время испытаний этой аппаратуры при различных температурах выяснилось, что она чувствительна также к акустическим шумам, возникающим при изменениях температуры в местах крепления датчиков и самой чувствительной поверхности. По инициативе Евгения Павловича схема подготавливаемого эксперимента ФТИ была коренным образом видоизменена. Часть пьезоэлектрических датчиков была укреплена на специальных алюминиевых панелях, которые были акустически изолированы от корпуса спутника с помощью «сэндвича» из фторопластовых пластин. Вторая половина датчиков была размещена прямо на корпусе спутника по схеме предыдущих экспериментов. Исследования с этой аппаратурой в 1966-67 гг. на спутниках Космос-135 и Космос-163 наглядно показали, что поток пылевых частиц, регистрируемый датчиками на акустически изолированных панелях, более чем в 1000 раз ниже потока сигналов от датчиков, размещённых по старой схеме на оболочке спутника, и хорошо совпадает с имевшимися измерениями пылевых частиц в межпланетном пространстве. Тем самым была экспериментально опровергнута гипотеза о пылевом облаке вокруг Земли и получены надёжные данные о полном притоке космического вещества на Землю. Эти данные были принципиально важны для пилотируемых полётов и использования на орбитах оптических приборов. Результаты экспериментов на Космос-135 и Космос-163 совпали с измерениями частоты проколов ячеек с газом на американских спутниках «Пегас» и легли в основу микрометеорной части модели космического пространства, принятой на сессии КОСПАР в 1970 г.

### Проект «Вега»
В международном проекте «ВЕГА» в 1986 году Евгением Павловичем с сотрудниками были выполнены исключительно успешные исследования пылевой комы кометы Галлея в широчайшей области масс частиц от 10−16 до 10−6 г. В разработанной для станций «ВЕГА-1» и «ВЕГА-2» аппаратуре использовались два типа датчиков — пьезоэлектрические и ионизационные с перекрытием их областей чувствительности. В результате при пролёте станций в окрестностях кометы Галлея была получена детальная картина строения пылевой комы и распределения кометных частиц по массе, изучено угловое распределение и интенсивность выброса пыли из ядра кометы, определены характеристики пылевых струй из ядра кометы. По полноте и надёжности эти уникальные данные существенно превзошли результаты измерений европейской кометной миссии «Джотто». Эти результаты Евгения Павловича Мазеца были удостоены Ленинской премии в 1986 г. По итогам этих исследований в 1990 г. Евгений Павлович был избран членом-корреспондентом Академии Наук СССР.

### Исследования по гамма-астрономии
Другим направлением исследований Евгения Павловича являлась гамма-астрономия низких энергий. Был разработан сцинтилляционный гамма-спектрометр, снабжённый многоканальным амплитудным анализатором с блоком оперативной памяти на ультразвуковой линии задержки и системой дифференциальных анализаторов для регистрации гамма-квантов и заряженных частиц. Это был один из первых в мире многоканальных анализаторов с внутренней памятью, применённых на космическом аппарате. В экспериментах на спутниках Космос-135, Космос-163 и Космос-461 были подробно изучены фоновые эффекты, сопровождающие измерения космического гамма-излучения с энергией 30 кэВ — 4,1 МэВ на околоземных орбитах, и разработан оригинальный метод выделения космической компоненты излучения с использованием геомагнитных зависимостей. В этих исследованиях были впервые детально определены интенсивность и спектр диффузного космического фона гамма-излучения, установлена высокая степень изотропии излучения и, тем самым, его внегалактическая природа. Эти результаты показали ошибочность данных, полученных ранее на спутнике ERS-18, и вынудили американских исследователей пересмотреть свои результаты по диффузному фону, полученные в ходе выполнения программы «Аполлон».
Благодаря приобретённому опыту группа Евгения Павловича оказалась лучше других групп в мире подготовлена к исследованию нового астрофизического явления — космических гамма-всплесков, открытых на американских спутниках «Вела» в начале 1970-х годов. Одно из первых независимых подтверждений открытия всплесков космического гамма-излучения было дано Евгением Павловичем по наблюдениям на спутнике «Космос-461». Был разработан комплекс научной аппаратуры КОНУС для всестороннего исследования космических гамма-всплесков, позволяющий автономно локализовать источники всплесков при наблюдениях с одного космического аппарата. С помощью аппаратуры КОНУС на станциях «Венера 11-14» в 1978—1983 гг. был проведён многолетний цикл исследований гамма-всплесков, который дал ряд фундаментальных результатов, составляющих основу современных представлений об этом астрофизическом явлении. Изучение кривых блеска и энергетических спектров событий привело к открытию особого класса коротких жёстких гамма-всплесков. Локализация примерно 200 гамма-всплесков не выявила статистически значимой концентрации их источников ни к плоскости ни к центру галактического диска, свидетельствуя тем самым об их наиболее вероятном внегалактическом происхождении и, соответственно, об экстремально высокой энергетике явления. Важнейшим фундаментальным результатом экспериментов КОНУС на станциях «Венера» стало открытие в марте 1979 г. нового класса астрофизических объектов, названных впоследствии источниками мягких повторяющихся гамма-всплесков (англ. soft gamma repeaters). Все эти результаты получили полное подтверждение и развитие в последующие годы, в первую очередь в американском эксперименте BATSE на Комптоновской обсерватории.
Следующим исключительно плодотворным этапом в исследованиях гамма-всплесков под руководством Евгения Павловича стал российско-американский эксперимент КОНУС-ВИНД. Разработанная и изготовленная в ФТИ им. А.Ф. Иоффе аппаратура КОНУС была установлена на американском космическом аппарате «Винд», запущенном в ноябре 1994 года. Орбита «Винда», расположенная в межпланетном пространстве, оказалась крайне эффективной для исследования гамма-всплесков: два высокочувствительных детектора аппаратуры КОНУС постоянно осматривают всю небесную сферу. Благодаря этому ни одно из важных для физики гамма-всплесков и их источников событий за более чем 18 лет непрерывных наблюдений не было пропущено. Научная аппаратура, изготовленная в 1990-х гг. на основе отечественной элементной базы, и в вередине 2010-х гг. успешно функционирует в составе американского аппарата «Винд». Её данные, охватывающие большой энергетический диапазон 20 кэВ — 15 МэВ, широко используются в современных всеволновых наблюдениях гамма-всплесков синхронно с американскими миссиями «Свифт» и «Ферми» и другими аппаратами межпланетной сети регистрации гамма-всплесков IPN (Interplanetry Network). Сам эксперимент КОНУС-ВИНД играет роль опорного сегмента этой сети. За время наблюдений получен огромный массив информации о более 3000 всплесках и активности мягких гамма-репитеров. Отметим здесь только регистрацию и изучение уникальных гигантских вспышек мягких гамма-репитеров нашей Галактики SGR1900+14 и SGR 1806-20 и приоритетное открытие гигантских вспышек от репитеров в соседних галактиках М81/82 и M31.
Евгением Павловичем были инициированы и осуществлены с аппаратурой ФТИ ряд экспериментов по исследованию гамма-всплесков на отечественных околоземных космических аппаратах серии «Космос» и «Коронас» синхронно с наблюдениями на спутнике «Винд». Наиболее важным из полученных в них результатов явилась регистрация аппаратурой ГЕЛИКОН на спутнике «Коронас-Ф» отражённого от Луны начального импульса гигантской вспышки гамма-репитера SGR 1806-20. Интенсивность экстремальных потоков гамма-излучения в гигантских вспышках такова, что спектрометрические детекторы входят в режим насыщения и измерение характеристик излучения становится невозможными. При наблюдении вспышки 27 декабря 2004 г. детектор аппаратуры ГЕЛИКОН оказался экранированным Землёй от прямого облучения источником, но чётко зарегистрировал отражённое от поверхности Луны излучение начального импульса гигантской вспышки. Это позволило впервые надёжно зафиксировать временной профиль начального импульса и определить его энергетику. Впервые в практике внеатмосферной астрономии наблюдалась локация небесного тела потоками рентгеновского и гамма-излучения от далёкого небесного источника.

## Научное кредо и личные качества
Успех исследований Евгения Павловича определялся его высочайшей квалификацией физика-экспериментатора и инженера, умением глубоко вникнуть в суть проблемы и находить оптимальные пути её решения. Он активно участвовал во всех этапах создания новой научной аппаратуры: от разработки узлов механических конструкций до сложнейших схем электронных узлов и деталей измерений. Евгения Павловича отличало тщательное и всестороннее планирование программы наблюдений и умение оптимально организовать логику измерений. Под его руководством было выполнено 24 космических эксперимента. Евгений Павлович был убеждённым сторонником точки зрения, что аппаратуру для проведения наблюдений нужно создавать самим экспериментаторам и обрабатывать нужно данные, полученные на своих приборах. Он считал, что только в этом случае исследователь будет досконально знать «своё ружьё» и результаты наблюдений будут правильно интерпретированы. Программе будущих отечественных наблюдений гамма-всплесков он уделял большое внимание. По его инициативе и при поддержке Совета РАН по космосу такие исследования запланированы в рамках проекта «Спектр-УФ» и программы малых космических аппаратов НПО им. С. А. Лавочкина.
Исключительная личная порядочность, принципиальность во всём и доброжелательное отношение к коллегам со стороны Евгения Павловича были основой его огромного авторитета среди сотрудников ФТИ всех поколений.

## Награды
- Ленинская премия (1986) за исследования пылевой комы кометы Галлея.
- Премия имени А. А. Белопольского (2008) за цикл работ «Открытие источников мягких повторных гамма-всплесков»[4].
- Орден Дружбы (2010) за достигнутые трудовые успехи и многолетнюю плодотворную работу[5].
- Памятная медаль имени В. Я. Струве ГАО РАН за большой вклад в развитие астрофизики высоких энергий[6].